# Apama (żona Prusjasza I)
Apame, znana również niekiedy jako Apame III (gr. Ἀπάμα, ur. ok. 250 p.n.e. – zm. III lub II wiek p.n.e.) – grecka księżniczka z dynastii Antygonidów.

## Życiorys
Apama była jedynym dzieckiem ze związku Demetriusza II, króla Macedonii i jego pierwszej żony Stratoniki. Jej dziadkami ze strony matki byli Antygon II Gonatas, król Macedonii i Filia, a ze strony matki Antioch I Soter, król imperium seleukidzkiego i Stratonike I. Z drugiego małżeństwa ojca miała młodszego brata przyrodniego Filipa V, który po śmierci Demetriusza II został następnym władcą Macedonii. Apama była imienniczką swojej ciotki Apamy II, która była żoną Magasa, króla Cyrenajki i matką królowej Egiptu Bereniki II. Apama urodziła się i dorastała w Macedonii.
Jej ojciec zawarł sojusz z greckim królem anatolijskiej Bitynii Prusjaszem I. Apama później wyszła zań za mąż i dzięki temu małżeństwu została królową Bitynii. Apama urodziła Prusjaszowi I syna i następcę Prusjasza II, znanego niekiedy jako Prusjasz II Cynegus, przy czym Cynegus oznacza Myśliwy.
Mąż Apamy był również sojusznikiem jej brata Filipa V. Po tym jak Filip V zajął portowe miasto Prusa i przekazał szwagrowi, Prusjasz I odbudował je około 202 roku p.n.e. i na cześć żony nazwał je Apamea Myrlea. Jej synową została jej siostrzenica i imienniczka Apame. Apame była jedną z córek jej przyrodniego brata i później poślubiła jej syna.